# Villem Gross
Villem Gross (* 22. Januar 1922 in Tartu, Estland; † 6. April 2001) war ein estnischer Schriftsteller und Journalist.

## Leben und Werk
Villem Gross wurde im südestnischen Tartu (deutsch Dorpat) geboren. Im Jahr seiner Geburt zog die Familie in den Nordosten Estlands. In Kohtla-Järve war Gross’ Vater als Bergmann tätig. Gross besuchte die Grundschule in Kooliküla und anschließend von 1937 bis 1940 die Mittelschule in Jõhvi (Jewe). Seinen Schulabschluss machte er nach der 10. Klasse in Rakvere (Wesenberg).
1940, nach der sowjetischen Besetzung Estlands, wurde Gross zum Militär einberufen. Während des Zweiten Weltkriegs kämpfte er auf sowjetischer Seite im Estnischen Schützencorps.
Nach dem Krieg war Gross als Journalist bei verschiedenen Zeitungen in der Estnischen SSR tätig: von 1946 bis 1951 bei Talurahvaleht, von 1951 bis 1954 bei dem Parteiorgan der Kommunistischen Partei Estlands Rahva Hääl, von 1954/1955 bei der Kulturzeitung Sirp ja Vasara und von 1956 bis 1959 bei Noorus.
Ab 1950 war Gross Mitglied des Estnischen Schriftstellerverbands (Eesti Kirjanike Liit). Von 1971 bis 1976 war Gross Sekretär des Vorstands des Schriftstellerverbands der Estnischen SSR. Von 1946 bis 1990 gehörte er der KPdSU an.
Villem Gross wurde vor allem als Schriftsteller bekannt. Er debütierte 1949 mit der Erzählung Noored. Sein umfangreiches Werk beschäftigt sich vor allem mit dem Leben und den Problemen seiner Generation.
1975 wurde ihm der Titel „Verdienter Schriftsteller der Estnischen SSR“ (Eesti NSV teeniline kirjanik) verliehen. 1978 erhielt er den Juhan-Smuul-Preis.
Villem Gross liegt auf dem Pärnamäe-Friedhof von Tartu begraben.

## Privatleben
Villem Gross war mit Aino Gross, geborene Pärsimägi, (1927–1972) verheiratet.

## Literarische Werke (Auswahl)
- Jää sulab (Drama, 1950)
- Suured perekonnas (Drama, 1951)
- Ankeet (Drama, 1955)
- Ühe posi suvi (Erzählungen, 1956)
- Tiivasirutus (Erzählungen, 1958)
- Müüa pooleliolev individuaal-elumaja (Roman, 1962)
- Pinginaabrid (Roman, 1965)
- Keskmised päevad (Novellen, 1966)
- Poolteist kuud (Drama, 1966)
- Kooliraha (Roman, 1967)
- Kas ainult täna on tänapäev (Publizistik, 1972)
- Väikesed kirjud liblikad (Drama, 1975)
- Talvepuhkus (Roman, 1975; verfilmt unter dem Titel Naine kütab sauna, 1978)
- Vaikimise motiivid (Roman, 1978)
- Ülekoormatud paadis (Roman, 1981)
- Mardikarneval (Drama, 1985)
- Enne suurt ilmamuutust (Roman, 1990)
- President ja ta koerake (Roman, 1992)
- Abielumehe pihtimus (Novellen, 1995; unter dem Pseudonym Ott Varangu)
- Õhtuoode (Erinnerungen, Interviews, Prosa, 1996)
- Lasnamäe alla (Roman, 1999)